# Sven Gustafsson (politiker)
Sven Gustafsson, född 30 januari 1966, är en svensk moderat politiker verksam i Haninge kommun. Gustafsson är sedan 2023 ordförande i kommunstyrelsen i Haninge kommun där Moderaterna, Liberalerna och Kristdemokraterna styr i Haningealliansen. Han har varit aktiv i moderaterna sedan 2008 och blev yrkespolitiker år 2011, när han blev ordförande i socialnämnden.
Gustafsson har gått på juristlinjen vid Stockholms universitet och drivit eget företag som arborist.